# Reiki
Reiki behoort tot de alternatieve geneeswijzen. In westerse reiki (Usui Shiki Ryoho) wordt gewerkt met de handen, waarbij het lichaam met een veronderstelde vorm van levensenergie wordt behandeld. De term reiki bestaat uit twee Japanse karakters (kanji), te weten 霊 rei ('geest' of 'ziel') en 気 ki ('energie' of 'levenskracht'). Een andere, populaire Westerse vertaling van 霊気 reiki is "universele levensenergie", of simpelweg "het leven", "de wereld" of "spirituele energie". Bij het toepassen van reiki worden lichaam, geest en ziel, als het aankomt op ziekte en genezing, als een geheel gezien. Er bestaat geen wetenschappelijk bewijs voor de effectiviteit van reiki, vergeleken met een placebo. Onderzoeken die positieve effecten claimen, bleken fouten in de methodiek te bevatten.

## Oorsprong
De Japanner Mikao Usui (1865-1926) is de grondlegger van wat hijzelf "Usui Reiki Ryoho" noemde. "Ryoho" is Japans voor 'therapie' of 'remedie'. Hij ontwikkelde dit systeem oorspronkelijk als een spirituele weg naar geluk, harmonie en verlichting. Meditatie en de Gokai (de 5 principes) waren de kern van zijn onderwijs. Mikao Usui gaf zijn onderwijs rond 1922 een concretere vorm, na een lange zoektocht en periode van vasten en mediteren op de berg Kurama.

## Werking

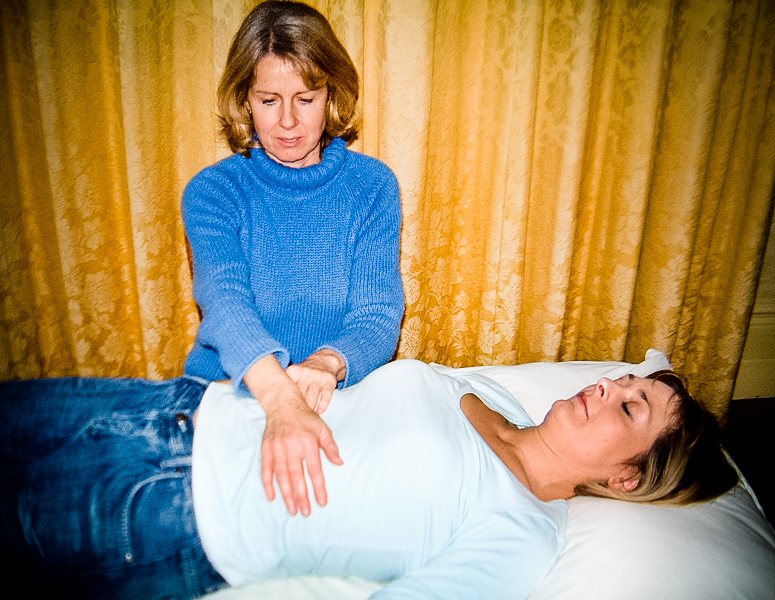
Reikibehandeling

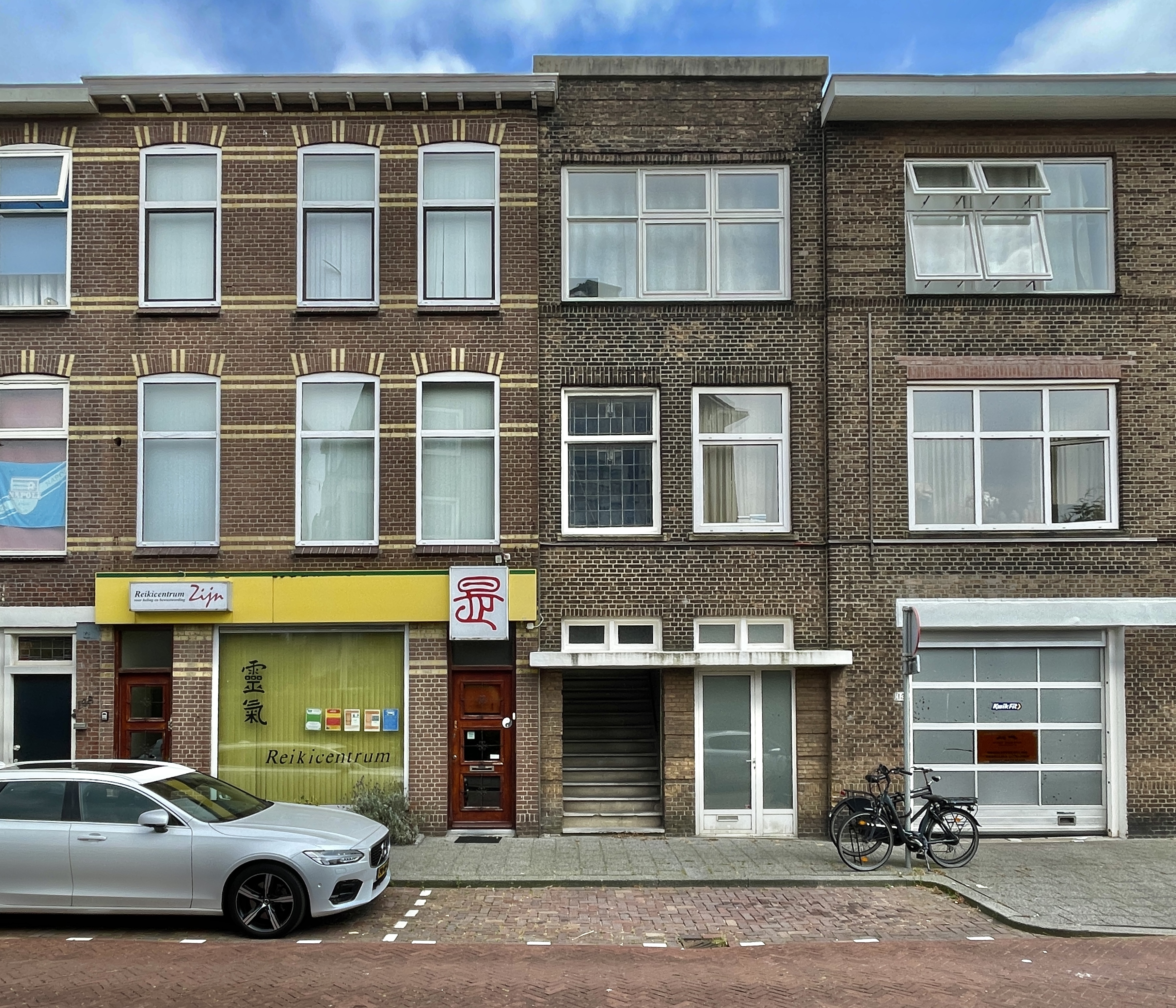
Een Reikicentrum in Den Haag

Bij een reikibehandeling wordt verondersteld dat de reikibeoefenaar optreedt als intermediair voor het doorgeven van universele levensenergie aan de ontvanger. Volgens beoefenaars vindt deze energie zelf haar weg door het lichaam en de geest van de ontvanger. De doorgegeven energie zou een voedende en harmoniserende werking hebben op energiebanen (nadi's) en chakra's. Het doorgeven van deze energie zou zowel kunnen plaatsvinden door directe handoplegging als op afstand. Dit doorgeven van energie zou een positieve invloed uitoefenen op disharmonie in ieder deel van het menselijk wezen. Het zou een alomvattende harmoniserende uitwerking hebben op alles waaraan energie ten grondslag ligt, zowel mensen, dieren, planten, objecten als situaties. Reiki wordt toegepast voor klachten op fysiek, emotioneel, mentaal en spiritueel niveau, en eveneens ter versterking van gezondheid en welbevinden. De behandeling, ofwel handoplegging, wordt niet door alle aanhangers gezien als een geneeswijze, maar ook wel als een deugddoende ervaring zonder direct een behandeleffect op een eventuele ziekte of aandoening.

### Energie
De energie waarmee men in de reikimethode zegt te werken, is volgens beoefenaars overal aanwezig en zou het fundament van de wereld zijn. Zij stellen dat energie zich op verschillende niveaus (emotioneel, mentaal en fysiek) manifesteert en als zodanig alle voorwerpen en wezens vormt. Gesteld wordt dat energiestromen in een lichaam geblokkeerd raken door bijvoorbeeld nog niet verwerkte negatieve ervaringen uit het verleden, met lichamelijke en geestelijke problemen als gevolg, en zijn zij in staat om deze blokkades door handoplegging op te heffen.
Reiki wordt in de westerse opvatting gezien als kosmische en niet als persoonlijke energie; beoefenaars zouden deze energie slechts doorgeven. Het vermogen om energie door te geven heeft volgens hen iedereen, zij het doorgaans nog slechts in geringe mate. Tijdens een 'initiatie' zouden kanalen waardoor de energie wordt doorgegeven worden heropend. De westerse opvatting staat in contrast met de originele opvatting van reiki: daar is de kwaliteit van reiki afhankelijk van de spirituele ontwikkeling en staat van zijn.

## Inwijdingen
Het traditionele Usui-systeem (Usui Reiki Ryoho) kent geen inwijdingen. Daarentegen kent westerse reiki (Usui Shiki Ryoho) een drietal inwijdingen. Een inwijding is een initiatie of afstemmingsritueel. Bij een inwijding (= afstemmingsritueel) wordt het energieveld van de leerling verhoogd en krijgt de leerling nieuwe technieken aangeleerd. Bij de inwijding in de tweede graad en de derde graad worden de leerling ook de symbolen met de bijbehorende mantra's geleerd.

### Eerste graad (reiki 1)
In de eerste graad (in het Westerse 'traditionele' onderwijs) ontvangt de leerling, afhankelijk van de stroming, een of vier afstemmingen die ervoor zorgen dat de leerling de universele levensenergie kan overdragen en waarmee het kanaal voor de doorgifte van deze universele levensenergie gereactiveerd wordt. De inwijding vindt plaats door een combinatie van symbolen, mantra's en handposities. Tijdens de cursus krijgt de leerling les in de beginselen van reiki en worden hem/haar de diverse handposities aangeleerd. De duur van deze cursus kan variëren van een tot drie dagen. Dit is mede afhankelijk van de gevolgde stroming.
In de Japanse vereniging Usui Shiki Ryoho Gakkai (vaak afgekort als "Gakkai") wordt het beginnersniveau oorspronkelijk "Shoden" genoemd. Shoden, de Gakkai graad, is overigens qua inhoud en doel niet te vergelijken met de gangbare Westerse praktijken. Daar wordt, zoals eerder vermeld, niet gebruikgemaakt van inwijdingen, maar van Reiju's. Dit zijn spirituele zegeningen. Ook ligt daar de focus veel meer op meditaties dan in Usui Shiki Ryoho.

### Tweede graad (reiki 2)
In de tweede graad wordt (in het 'traditionele'  Westerse onderwijs) men in drie symbolen ingewijd, die ervoor zorgen dat het doorgiftekanaal, de reikwijdte van reiki, wordt vergroot. In de cursus voor de tweede graad wordt de leerling geleerd om op afstand te behandelen. Daartoe wordt de leerling een aantal symbolen aangeleerd, waarmee men reiki op afstand kan toepassen en waardoor de ontvanger emotioneel/lichamelijk/spiritueel kan genezen. Het eerste symbool is het krachtssymbool, het tweede het emotionele symbool en het derde het afstandssymbool. Afstand wordt niet alleen ruimtelijk opgevat, maar ook in tijd. Zo kan een reiki-beoefenaar reiki sturen in zowel het verleden, als in de toekomst.
Het tweede niveau in de Gakkai wordt Okuden genoemd en is opgedeeld in Okuden Zenki en Okuden Koki. Net als met Shoden is ook Okuden niet te vergelijken met de reikimethode die via Hawayo Takata naar het Westen is gekomen. Uit respect voor de energie worden de namen van de symbolen niet openbaar gemaakt. In het Westen is men daar niet aan gewend en wordt dit mysterieus gevonden.

### Derde graad (reiki 3)
De derde graad (in het Westerse 'traditionele' onderwijs) is soms een opleiding van gemiddeld een tot drie jaar, en soms ook slechts één dag of een weekend, waarin de leerling persoonlijk onderwijs en coaching ontvangt om de reikimethode te onderwijzen en uit te dragen.
De derde graad kan opgedeeld zijn in twee delen, A en B. Dit is echter afhankelijk van de keuze die de reiki-leraar (doorgaans "reiki-master" genoemd) daarin heeft gemaakt en/of de reikistroming. Met het bereiken van de graad 3A is men aspirant-master of innerlijk master, bij het bereiken van de graad 3B krijgt men de titel uitvoerend master. Deze scheiding is gemaakt om aspirant-masters wel reeds de masterenergie te geven zonder het bijbehorende symbool ter beschikking te stellen  en zonder dat zij de noodzaak voelen anderen in te wijden in reiki met het vermogen dat met 3B zou worden bereikt. Het mastersymbool, dat nodig is om mensen in te wijden, wordt aangeleerd bij reiki 3B.
In de Usui Reiki Ryoho Gakkai (oorspronkelijk Japanse reiki-vereniging) wordt niet gewerkt met zogenaamde 'masters'. Het derde niveau wordt daar Shinpiden genoemd en dit is traditioneel niet het niveau waarop men leert om de methode te onderwijzen. Er zijn in de oorspronkelijke Japanse vereniging nog enkele leraren. Hun niveau wordt Shihan genoemd.

## Vormen van reiki

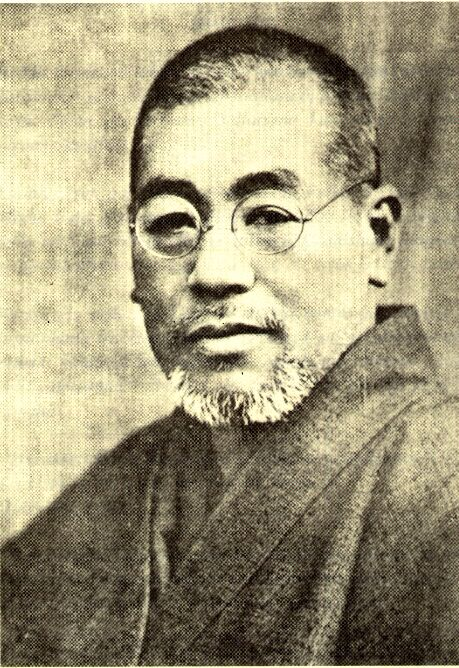
Mikao Usui (1865-1926), de grondlegger van reiki

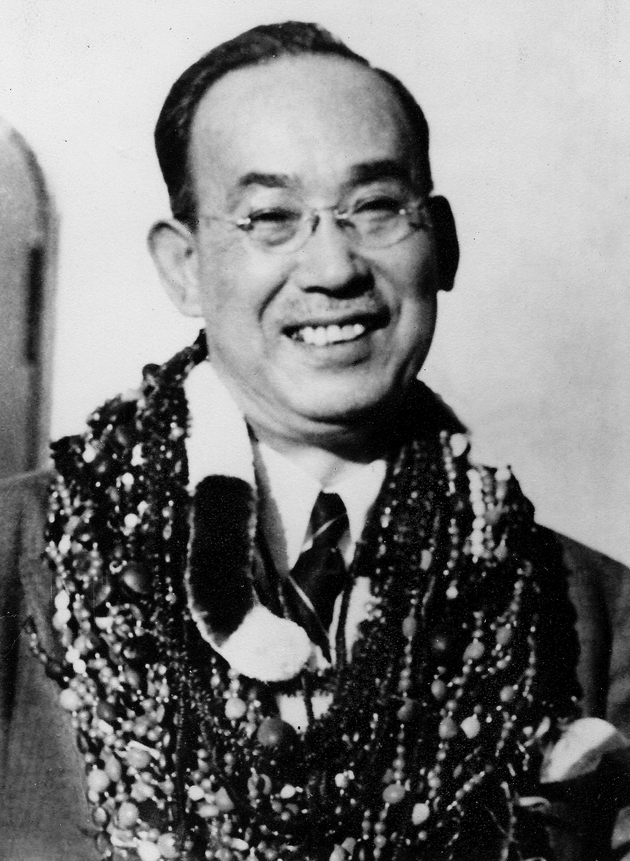
Chujiro Hayashi (1880-1940), ontwikkelde de handposities

Sinds de tijd dat Mikao Usui zijn onderwijs vorm gaf, concretiseerde en doorgaf, zijn er aanpassingen gemaakt door anderen. Usui noemde zijn methode gewoon "mijn manier" of "mijn weg" en zijn leerlingen noemden het daarom "Usui Dô" (Japans voor: Usui's manier/weg).
Usui zelf heeft in de loop der jaren ook veranderingen aangebracht in hetgeen hij mensen aanleerde. Vanaf 1922 werd het onderwijs "Usui Reiki Ryôhô" (Usui Spirituele Energie Therapie) genoemd en in datzelfde jaar werd er een vereniging voor de reikimethode opgericht. Die vereniging kreeg de naam: Usui Reiki Ryôhô Gakkai. In het Westen wordt de naam van deze vereniging vaak afgekort met enkel "Gakkai".
In Mikao Usui's onderwijs werd oorspronkelijk niet gebruikgemaakt van inwijdingen en symbolen. Wel maakte hij gebruik van Reiju's, een soort spirituele zegeningen, die de leerling helpen zich te verbinden met reiki. Reiki werd oorspronkelijk gezien als het bereiken van verlichting. Mikao Usui's leer was dus oorspronkelijk gericht op de vereniging met 'Het Licht'. Dit kan men reiki of verlichting noemen. Dat er ook energie vanuit de handen stroomde, was meer een neveneffect van de spirituele oefeningen dan het werkelijke doel (zoals wel in de westerse praktijken wordt gedoceerd).
Chujiro Hayashi was een directe leerling van Mikao Usui, die zich aansloot bij de Gakkai. Jaren na de dood van Usui scheidde Hayashi zich af van de Gakkai, en begon zijn eigen school en kliniek. Hij bracht veranderingen aan in Usui's onderwijs en gaf dit door in zijn eigen school. Hij legde onder andere meer nadruk op handoplegging en het gebruik van symbolen en mantra's. Zijn school/kliniek had de naam: Hayashi Reiki Kenkyû Kai
Hawayo Takata was een leerlinge van Hayashi, en zij zorgde ervoor dat reiki in het westen werd geïntroduceerd. Bij haar lag de nadruk vooral op handopleggingen en inwijdingen. Reiki kwam eerst naar Hawaï, vervolgens de rest van Amerika en Canada en daarna bereikte het systeem de kust van Europa. Ook Takata was niet geheel consistent in het doorgeven van het reikisysteem, zo ontdekten haar 22 masterstudenten na haar dood in 1980. De masterstudenten besloten een bijeenkomst te organiseren om de toekomst van het reikisysteem te bespreken. Men nam het initiatief om de procedures en symbolen te standaardiseren.
Deze gewijzigde vorm wordt Usui Shiki Ryoho (Usui System of Natural Healing / Usui Systeem van Natuurlijk Genezen) genoemd. Ook wordt er naar deze stroming gerefereerd met de termen "traditioneel Usui Reiki" en "Usui Reiki". Zoals reeds eerder gezegd, mag het duidelijk zijn dat deze stroming níet het oorspronkelijke onderwijs van Mikao Usui is. Ook al doet de naam anders vermoeden.
In de loop der tijd zijn er diverse reiki-stromingen ontstaan. Voorbeelden van reiki-methodes zijn:
1. Usui Reiki - hier wordt het traditionele onderwijs mee bedoeld dat naar het Westen is gekomen. Strikt genomen niet direct Usui's oorspronkelijke onderwijs, maar een sterk veranderde vorm;
2. Usui Reiki Ryoho - door Westerlingen opgerichte stroming met als doel om zo dicht mogelijk bij het oorspronkelijke Japanse reiki-onderwijs te komen en te blijven. Deze stroming verschilt nog lichtjes van wat bekendstaat als Usui Reiki Ryôhô Gakkai;
3. Usui Teate - werkt nauwelijks met symbolen maar met kotodama's (mantra's), het richt zich meer op de oorspronkelijke reikimethode;
4. Essential reiki;
5. Angel reiki;
6. Lightarian reiki;
7. Seichem;
8. Tera-mai - door channelling ontdekt door de Amerikaanse Kathleen Ann Milner;
9. Keltische reiki – Keltische variant van reiki;
10. Tummo reiki – mengeling van reiki met het Tibetaanse Tummo;
11. Jikiden reiki;
12. Shambhala reiki geïntroduceerd door Hari Das Melchizedek;
13. Angels Energy reiki geïntroduceerd door Esperanza Tovar Moratalla.
14. Dolfijn reiki
15. Kundalini reiki

## De vijf reikiprincipes
Kyō dake ha...
1. ...Ikaru na
2. ...Shinpai suna
3. ...Kansha shite
4. ...Gō wo hageme
5. ...Hito ni shinsetsu ni

Alleen voor vandaag...
1. ...word niet boos
2. ...wees niet bezorgd
3. ...wees dankbaar
4. ...wees ijverig in je werk/je bezigheden
5. ...wees vriendelijk tegen mensen

De reikiprincipes worden in het traditionele onderwijs "Gokei" genoemd. 'Go' staat in het Japans voor 'vijf'.

## Kritiek

### Betrouwbaarheid van het wetenschappelijk bewijs
https://research.reiki.world/science
The aim of this “Science & Reiki database” is to facilitate the search for scientific articles. It compiles all the clinical studies on the Reiki method and is regularly updated. It is aimed at both researchers and the general public interested in the science of Reiki. It also enables us to analyse the evolution of Reiki research in the world of science. For example, it shows that Reiki research has nearly tripled in 10 years and that Brazil and Turkey become some of the biggest contributors.
https://europeanreikigroup.org/?page_id=30629
Reiki Research Databases, You will find here a list of databases concerning Reiki.
Een literatuuronderzoek uit 2008 van negen gerandomiseerde onderzoeken met controlegroep toonde diverse tekortkomingen aan in de reiki-literatuur. Waar het ging om depressie of bezorgdheid waren de resultaten naargelang het gebruikte instrumentarium onbetrouwbaar of ongeldig. Daarbij komt dat de wetenschap niet in staat is gebleken om de resultaten te reproduceren van onderzoeken die de effectiviteit van reiki ondersteunen. Het literatuuronderzoek signaleerde ook gebrekkige verantwoordingsmethodiek, waarbij het in de beschreven bronnen voorkwam dat stukken volledig ontbraken, of onvoldoende waren beschreven. Het kwam in de onderzochte literatuur regelmatig voor dat de steekproefomvang niet toereikend was en dat de procedures voor een dubbelblindonderzoek niet werd gevolgd. Het literatuuronderzoek concludeerde voorts dat de gecontroleerde bronnen de effectiviteit van een behandeling overdreven, dat er geen rekening werd gehouden met het ervaringsniveau van reiki-behandelaars, en ook werd buiten beschouwing gelaten dat dezelfde reiki-behandelaar verschillend presteerde. Het literatuuronderzoek toonde aan dat geen van de gecontroleerde bronnen een onderbouwing gaf voor de duur van een behandeling, en geen van de bronnen maakte melding van bijwerkingen.

## Personen
Een overzicht van een aantal bekendere reikileraren op alfabetische volgorde:
| Naam                 | Nationaliteit       | Levensjaren | Informatie |
| -------------------- | ------------------- | ----------- | --- |
| Chujiro Hayashi      | Japans Keizerrijk   | 1887–1940   | Arts en een van Mikao’s naaste leerlingen. Hij heeft handposities ingebracht in het reikisysteem. |
| Chris Marsh          | Verenigd Koninkrijk |             | Heeft in 2001 alle nog in leven zijnde studenten van Mikao Usui gesproken en de handboeken van Usui ingezien. Hieruit heeft hij samen met King enkele e-boeken geschreven met nieuwe informatie over reiki.     |
| Diane Stein          | Verenigde Staten    |             | Auteur van onder andere "De kern van reiki" en grondlegger van de "Diane Stein methode". |
| Frank Arjava Petter  | Duitsland           | 1960–       | Toonde de onwaarheden van de alliantie aan, publiceerde veel oorspronkelijk materiaal van Usui. |
| Hawayo Takata        | Verenigde Staten    | 1900–1980   | Bracht reiki in sterk gewijzigde vorm naar Amerika toe. Grondlegger van de alliantie. |
| Hiroshi Doi          | Japan               |             | Lid van de Gakkai. Is in 1992 naar het Westen gekomen om de Gakkai reiki en Teate te onderwijzen. |
| Inger J.F. Droog     | Nederland           |             | Introduceerde in 1984 reiki in Nederland en België. |
| Ivar Mol             | Nederland           | 1968        | Oprichter van beroepsvereniging De Groep en Ekãyano Ashram in Frankrijk. |
| Johannes Reindl      | Oostenrijk          |             | Lineage Bearer in Usui Shiki Ryoho sinds 15 maart 2019[4], opvolger van Phyllis Lei Furumoto |
| Kathleen Ann Milner  | Verenigde Staten    |             | Grondlegger van het Tera-Mai en Seichem-systeem |
| Mikao Usui           | Japans Keizerrijk   | 1865–1926   | Grondlegger van reiki en de Usui Reiki Ryoho Gakkai; een Japanse stichting die de principes van de reikigeneeswijze doorgeeft.                                                                                  |
| Paul D. Mitchell     | Verenigde Staten    |             | Master Of Discipline binnen de Usui Shiki Ryoho. In deze functie bewaakt hij de eenduidige uitvoering van het reiki-systeem zoals dat door Hawayo Takata naar het westen is gebracht.                           |
| Phyllis Lei Furumoto | Verenigde Staten    |             | Kleindochter van Hawayo Takata, door de 22 leerlingen van Hawayo Takata erkend als een Grand Master in Usui Shiki Ryoho, wat ze bleef tot 15 maart 2019. Heeft veel gereisd om reiki wereldwijd te onderwijzen. |
| Taggart King         | Verenigde Staten    |             | Schrijft gratis internetboeken over reiki. |
| Tanmaya Honervogt    | Duitsland           |             | Heeft als doel reiki eenvoudig en simpel te houden. Door middel van meerdere publicaties wijst ze op de eenvoud van reiki.                                                                                      |
| Toshihiro Eguchi     | Japans Keizerrijk   | 1873–1946   | Was lid van de Usui Reiki Ryōhō Gakkai maar verliet deze in 1928 om de Tenohira Ryōji Kenkyū Kai op te richten. Hierin onderwees hij als eerste het Teate-systeem.                                              |
| Walther Lübeck       | Duitsland           |             | Grondlegger van Rainbow reiki. Heeft samen met Frank Arjava Petter de Gakkai technieken in het Westen geïntroduceerd.                                                                                           |
| William Lee Rand     | Verenigde Staten    |             | Werkt en schrijft samen werkt met Petter, Lübeck en Mol. Hij is wetenschapper en heeft grote invloed gehad op het wetenschappelijke onderzoek naar de effecten van reiki.                                       |
| Yasmin Verschure     | Nederland           |             | Nederlandse schrijfster van verscheidene autobiografische boeken over reiki. |
| Viola Holt           | Nederland           |             | Nederlandse televisiepresentatrice en reiki-master. |